# Cmentarz Leśny w Rydze
Cmentarz Leśny w Rydze (łot. Rīgas Meža kapi) – jedna z głównych i najstarszych nekropolii w Rydze położona przy ul. Aizsaules 2.

## Historia
Cmentarz powstał na krótko przed I wojną światową w 1913. Został zaprojektowany przez architekta zieleni i dyrektora ryskich parków Georga Kufalta. 

## Pochowani
Na cmentarzu zostało pochowanych wiele wybitnych postaci łotewskiej polityki: prezydenci Jānis Čakste, Gustavs Zemgals i Alberts Kviesis, ministrowie spraw zagranicznych: Zigfrīds Meierovics i Vilhelms Munters oraz kultury: malarz Janis Rozentāls, pisarka Anna Brigadere. Na cmentarzu pochowany jest również łotewski dysydent Gunārs Astra. W 2011 na cmentarzu został pochowany hokeista Kārlis Skrastiņš.